# Большое (Прохоровский район)
 Большое — село в Прохоровском районе Белгородской области России, входит в Подолешенское сельское поселение.

## География
Село находится на высоте 260 м над уровнем моря. В 30 км от районного центра посёлка Прохоровка и 65 км от города Белгород. Граничит с Корочанским районом, рядом находятся село Подъяруги и хутор Клиновый. В 7 км от села берёт начало река Северский Донец. Село Большое оправдывает своё название, поскольку его протяжённость составляет порядка 5 км.

## История
История села Большое берёт своё начало со времён, когда через земли села пролегал большой шлях, по которому гоняли скот в сторону Москвы. Рядом с большим яром находился колодец, возле которого устраивали привал путники. Именно там поселились выходцы из села Плоское Корочанского района.
Плодородные земли давали возможность крестьянам получать хорошие урожаи, пастбища снабжали необходимым количеством корма для скота. Большое превратилось в зажиточный хутор, в каждом дворе имелось по паре коров, лошадей, несколько овец.
Кроме сельского хозяйства и животноводства, в селе были распространены: производство сукна, ткацкое и кожевенное дело, плотницкое, маслобойное, перепродажа соли и патоки. Была пекарня.
Ещё во времена когда село было хутором, действовала начальная земская школа ( 1896 год). В 1900 году была построена новая школа, обучавшая 73 учеников.
Столыпинская реформа и гражданская война нанесли большой урон и разорение хозяйствам Большого.
После революции 1917 года и приходом советской власти в селе образовались комбеды, взявшие власть в свои руки. В 1926 году создаются добровольные товарищества по совместной обработке земли (ТОЗы).
В 1933 году школу из начальной преобразовали в семилетнюю Большанскую школу.
В 1939 году был открыт первый медпункт.
Великая Отечественная война не прошла мимо села Большое. Многие жители пали в боях, оставшиеся в селе поддерживали сельское хозяйство, несмотря на опасность, поскольку линия фронта была совсем рядом с полями. Также жители села участвовали в строительстве железной дороги и Старый Оскол–Ржава.
В 1954 году на хуторе появилась своя электроподстанция. Строятся животноводческие фермы, конюшня, мельница, дома для жителей.
В 1950-х годах в центре села располагают памятный обелиск в честь павших воинов и перезахоранивают останки бойцов в братскую могилу.
В 1964 году закончено строительство и введена в эксплуатацию свиноводческая ферма, открывает свои двери новый клуб. В 1972 году введен в эксплуатацию водопровод.
В 1991 году в Большанской школе создали Музей природы Прохоровского района.

## Население
| 2002 | 2010 |
| ---- | ---- |
| 362  | ↘343 |

## Инфраструктура
В Большом есть отделение почтовой связи «Большое» Прохоровского почтамта УФПС Белгородской области — филиала ФГУП «Почта России» (почтовый индекс — 309023).

## Транспорт
Проходит региональная автодорога 14K-19.